# Taqiyah (gorro)

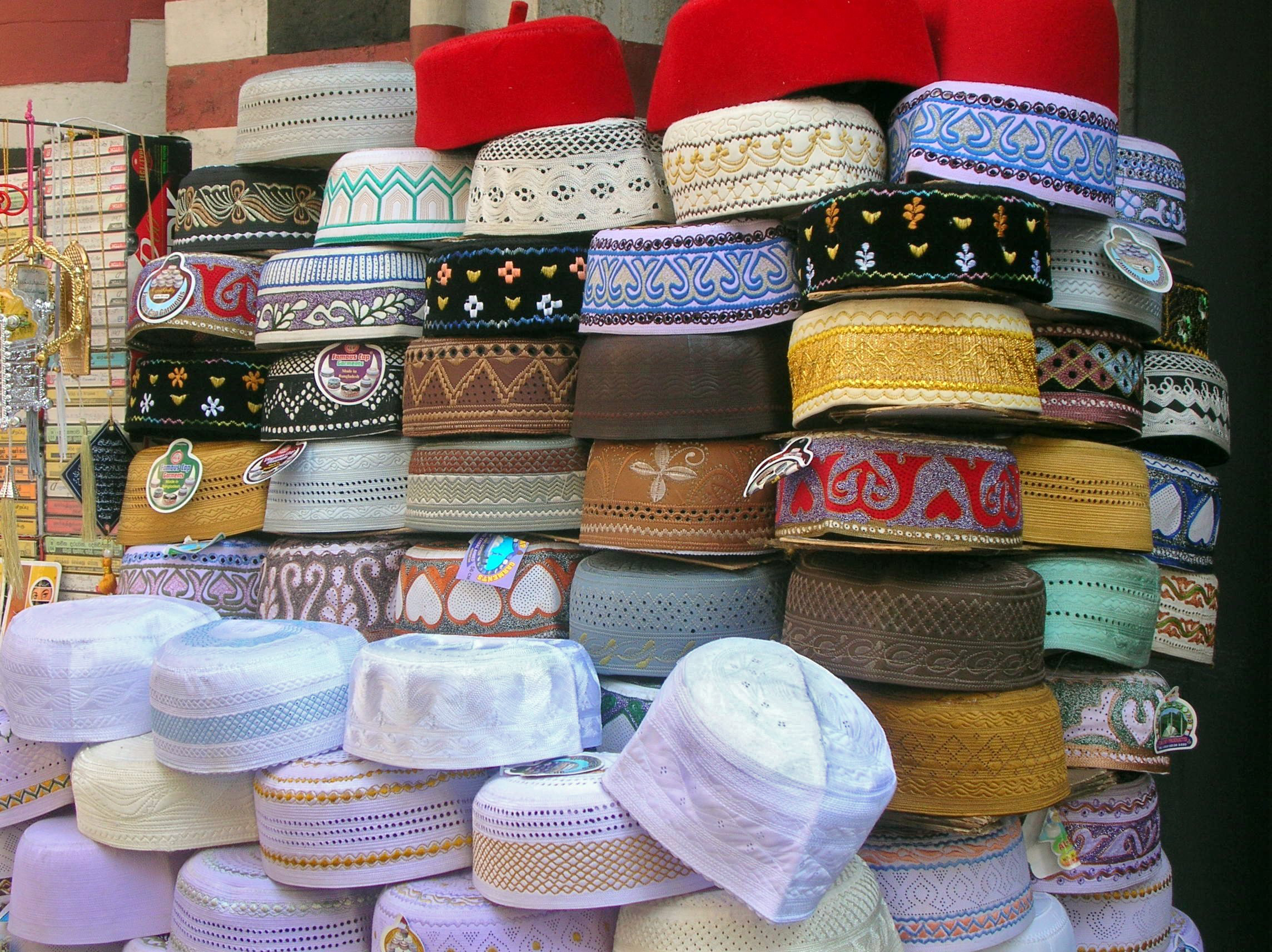
Varios takiyah en un puesto en el mercado de Pettah, Colombo, Sri Lanka.

La Taqiyah (en árabe: طاقية‎ , ALA-LC: ṭāqīyah ) o araqchin (en persa: عرقچین‎) es un casquete corto y redondeado. A menudo se usa con fines religiosos; por ejemplo, los musulmanes creen que el profeta islámico Mahoma solía llevar la cabeza cubierta, por lo que es mustahabb (es decir, es recomendable cubrirse la cabeza para emularlo). Los hombres musulmanes las usan a menudo durante las cinco oraciones diarias.
Cuando se usa sola, la taqiyah puede ser de cualquier color. Sin embargo, particularmente en los países árabes, cuando se usan debajo del pañuelo keffiyeh, se mantienen en un blanco tradicional. Algunos musulmanes envuelven un turbante alrededor de la gorra, llamado ʿimamah en árabe, que a menudo hacen los musulmanes chiitas y sunitas. En los Estados Unidos y Gran Bretaña, las taqiyas suelen denominarse "kufis".
Topi es un tipo de gorra taqiyah que se usa en India, Bangladés, Pakistán y otras regiones del Sur de Asia. Muchos tipos diferentes de gorros topi incluyen el gorro Sindhi, usado en Sindh y el topi de ganchillo que a menudo se usa en los servicios de oración musulmanes (ver salat).
La gorra topi se usa a menudo con salwar kameez, que es el traje nacional de Afganistán y Pakistán.

## Etimología
Taqiyah es la palabra árabe para un tocado musulmán. En el subcontinente indio, se llama topi (en hindi: टोपी, en urdu: ٹوپی‎ , en bengalí: টুপি) que significa sombrero o gorro en general. En Pakistán, India y Bangladés, los hombres suelen llevar el topi con kurta y paijama. En los Estados Unidos y Gran Bretaña, muchos comerciantes musulmanes venden el gorro de oración bajo el nombre de kufi. Los judíos sefardíes adoptaron el Bukharan del Kufi (ver Bukharan).

## Mundo musulmán
Hay una gran variedad de gorros musulmanes que se usan en todo el mundo. Cada país o región suele tener una cubierta particular para la cabeza.

### Países

#### Afganistán
En Afganistán, los hombres usan todo tipo de "araqchins" con diferentes diseños según su etnia, pueblo y afiliaciones. A menudo lo envuelven con un turbante, que la mayoría de las veces es blanco, pero también se ven mucho el negro y otros colores. Llevan sus araqchins con un "Peran Tomban" o "Perahan wa Tonban" que significa camisa y pantalón en persa de Afganistán, que corresponde a una versión diferente del Shalwar Kameez, es más arcaico, que probablemente sea el origen del Shalwar Kameez. No tiene cuello y, tradicionalmente, la camisa y el pantalón son más anchos que el Shalwar Kameez. Tradicionalmente las camisas lucen bordados dorados o bordados específicos. Pero debido a la guerra, el Peran Tomban tradicional se usa cada vez menos, y el Shalwar Kameez con collar se usa cada vez más, especialmente entre los afganos orientales y las personas que provienen de entornos pobres.

#### China

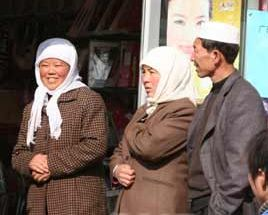
Un hombre hui en China con un Taqiyah

Los hombres Hui usan un gorro de oración blanco con ropa tradicional china que incluye el traje chino y una túnica llamada changshan (ver Islam en China). Los hombres uigures usan una gorra que puede ser de casi cualquier color y diseño gráfico, pero con cuatro esquinas en la parte superior. En los Estados Unidos, la túnica china se vende como cheongsam para hombres. En un atuendo formal, la túnica está hecha de seda, porque la seda es el tejido tradicional chino. La regla de que los hombres no usen seda para los musulmanes se ignora en China, porque en China la ropa de seda es unisex, mientras que en el mundo árabe es un tejido femenino. Durante el jumu'ah se usan túnicas de algodón y trajes de kung fu. En China, el pueblo Hui desarrolló las artes marciales chinas musulmanas. Recientemente, el gobierno chino ha adoptado el Tangzhuang como traje nacional para hombres.

#### Indonesia
El peci o songkok es la indumentaria típica nacional de Indonesia. Los indonesios también elaboran un casquete tejido a máquina que es popular entre los musulmanes. Los javaneses usan el sarong con los gorros. En sundanés, el casquete se llama kupluk.

#### Maldivas
En Maldivas el gorro de oración se llama thakiha. El gorro se conoce como thofi y el gorro de pescador se conoce como koari.

#### Bangladés

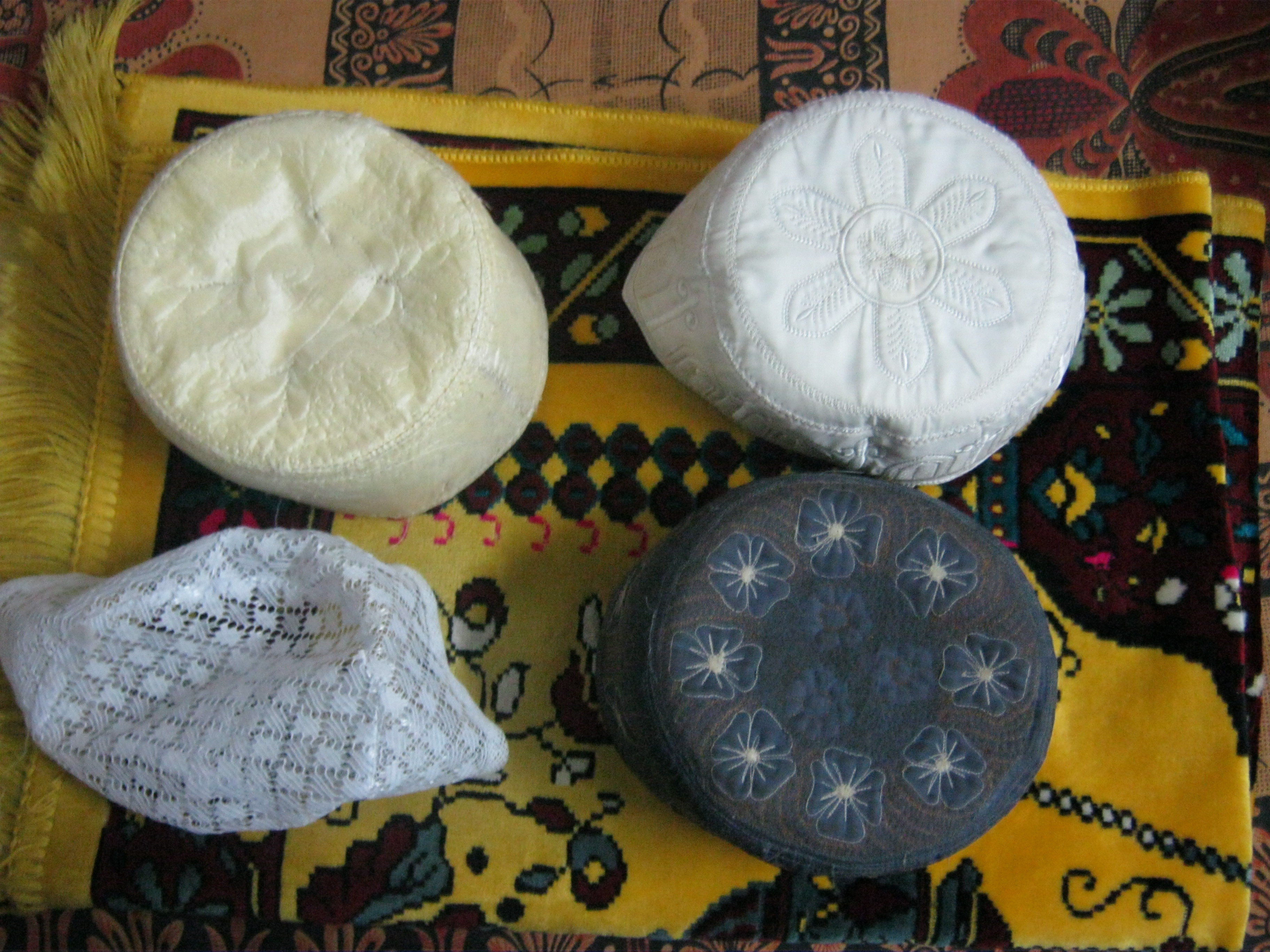
Cuatro tipos tradicionales de "Tupi" en Bangladés

El gorro de oración en Bangladés se conoce como "tupí" del término "topia" en Prakrit, que significa casco. En la División de Chittagong y la División de Sylhet, se le conoce como "toki" del término árabe "طاقية". Los tupís elaborados en Comilla y Nilphamari se exportan a Oriente Medio.

#### Malasia
En Malasia hombres usan el songkok. El atuendo tradicional de los hombres de Malasia consiste en una camisa, pantalones a juego y un cinturón que se llama Baju melayu. Para eventos informales y oraciones en la mezquita, se usa el sarong que es una especie de pareo. Sin embargo, una persona que viste un songkok en Malasia, especialmente en un Dewan Undangan Negeri, no es necesariamente musulmana. Esto se debe a que los no musulmanes deben usar uno para cumplir con el código de vestimenta de la asamblea. Taqiyah se conoce como kopiah en Malasia.

#### Pakistán

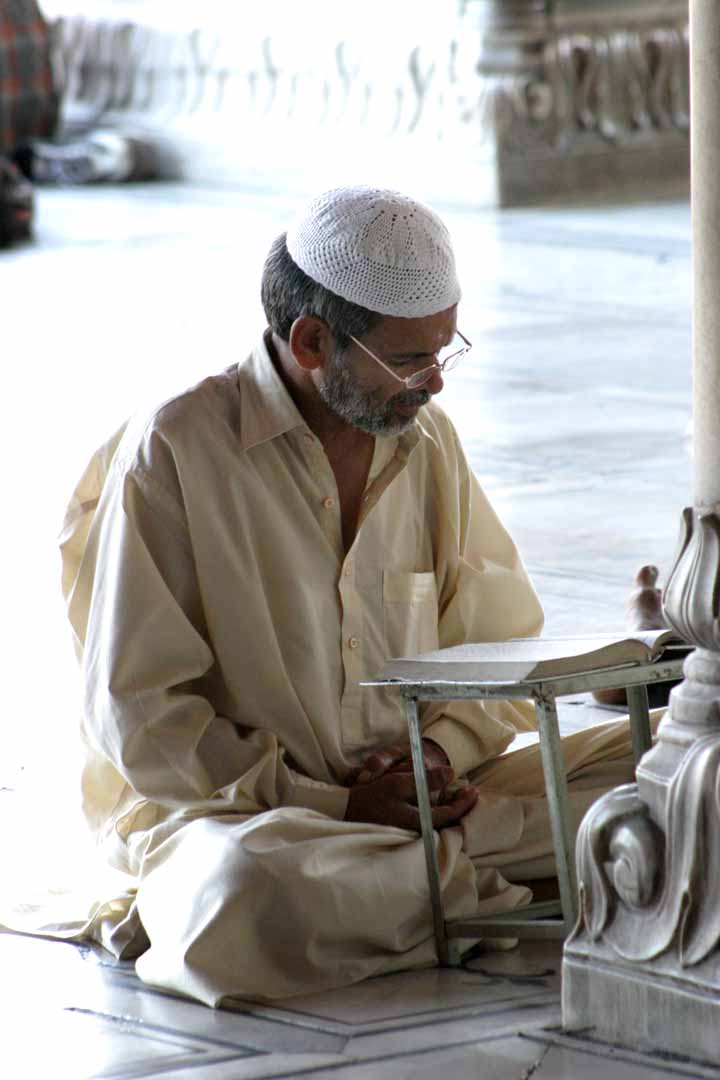
Un hombre vestido con un taqiyah de ganchillo y kurta en Pakistán

En Pakistán el gorro de oración se llama topi, véase gorro topi. Los hombres paquistaníes usan una variedad de otras gorras, incluido el topi sindhi, una gorra espejada con una abertura frontal que permite al usuario colocar la frente en el suelo durante la oración, ver gorra sindhi. Otras gorras incluyen el karakul (sombrero), fez (sombrero) y pakul.

#### Rusia
Los hombres musulmanes visten la tubeteika. En Rusia, la tubeteika se usa con un traje para Eid ul Fitr o Jumu'ah, y un esmoquin para ceremonias de boda. Los musulmanes rusos también usan el doppa o gorro de alfombra. En Rusia, dar una gorra de alfombra a una persona como regalo es una señal de amistad. El nombre ruso para la doppa es tubeteika. En Rusia, el traje popular consiste en un kosovorotka para los hombres y un sarafan para las mujeres. Entre los pueblos túrquicos, se usan trajes tradicionales túrquicos. Los musulmanes rusos usan una variedad de sombreros de piel, incluido el karakul (sombrero), que se llama sombrero de astracán en Rusia, el ushanka y el papakhi (ver Islam en Rusia). También se usa un sombrero de diplomático ruso, que es un sombrero de cosaco en forma de barco. Se dice que Nikita Khrushchev lo popularizó.

#### Somalia

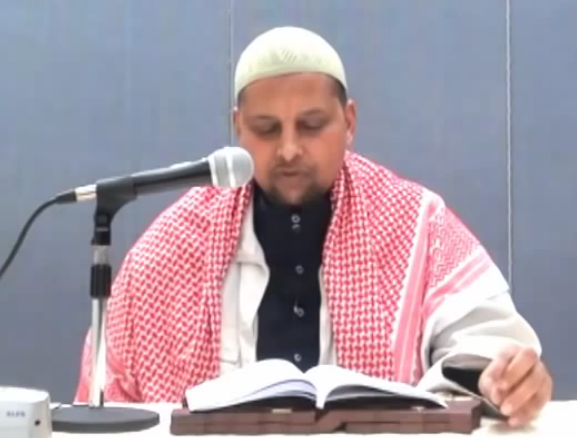
Un clérigo somalí con una taqiyah.

Los hombres en Somalia a menudo usan el koofiyad o gorro de oración de algodón junto con un sarong conocido como macawiis. La jalabiya también se usa a veces.

#### Sudán
El gorro de oración se usa debajo de un turbante blanco llamado imama. Los hombres sudaneses usan el turbante blanco con un thobe blanco llamado jalabiyyah (ver Islam en Sudán y Cultura de Sudán). En los Estados Unidos, el manto típico de Sudán se vende como una dishdasha africana, Sudani o Sudán thobe.

#### Turquía
Antes de 1925, los hombres solían usar el sombrero fez y el calpack, o una taqiyah cónica conocida como taj. Sin embargo, la ley de sombreros de 1925 prohibió formalmente este tipo de sombreros. La gorra turca, que es similar a un beanie o tuque, también se puede encontrar comúnmente. La gorra turca está hecha de lana o vellón de algodón y tiene un pompón distintivo en la parte superior. Los turcos también usan gorras de oración de algodón regulares. Las mujeres visten una variedad de vestidos típicos con un chaleco llamado jelick y un velo llamado yashmak. El vestido de novia tradicional es rojo. Los hombres visten el traje popular en los festivales y oraciones, pero la mayoría de los hombres visten un traje o un esmoquin para las bodas. Además, los derviches tienen un traje único.

#### Emiratos Árabes Unidos
Los hombres en los Emiratos Árabes Unidos a menudo usan el gorro de oración de algodón Gahfiyyah. Los hombres emiratíes usan el Ghutra blanco encima de una gorra Gahfiyyah con un thobe blanco llamado Kandoura o Kandoora. En un esfuerzo por fortalecer la conciencia religiosa de los visitantes extranjeros, el jeque Mohammed Bin Rashid Al Makthoum, príncipe heredero de Dubái, solicitó, desde 2012 en adelante, que todos los visitantes occidentales y no musulmanes se adhieran al código de vestimenta islámico durante las festividades religiosas. Si la adhesión total es imposible, bastará con un simple Gahfiyyah usado durante las oraciones.

### Regiones

#### Asia Central

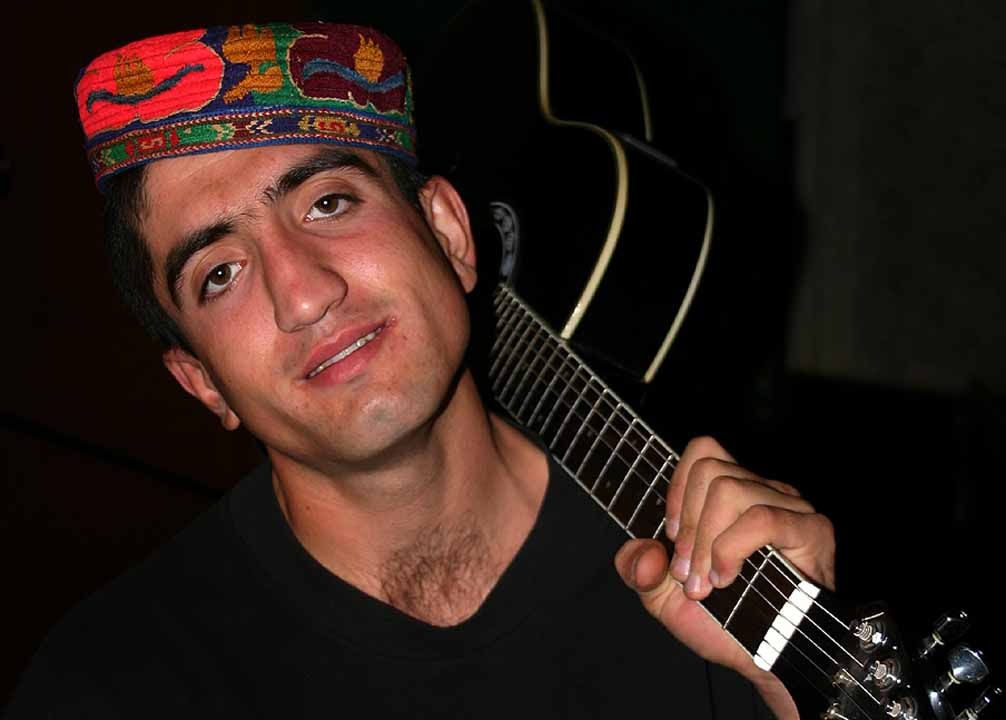
Un guitarrista tayiko con un gorro de felpa.

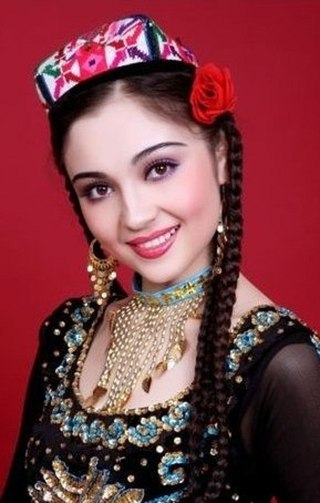
Una chica uigur con la Taqiyah.

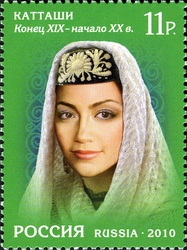
Uso del gorro típico por mujeres tártaras
siguiendo la forma de vestir utilizada por los pueblos del Cáucaso.

El doppa es el más común. En los Estados Unidos, la doppa se vende como un cúfica uzbeka, Bukharan kipá, Bucharian o Bokharan kipá (los judíos Búkharos de Asia Central también llevaban tocados similares al diseño Doppi / Tubeteika pero lo llevaban por razones religiosas pertenecientes al judaísmo). El doppa también se llama gorro de alfombra porque el bordado es el mismo que el que se encuentra en las alfombras orientales uzbekas (ver gente uzbeka). En Asia Central, los hombres usan el doppa con un traje. Los uzbekos también usan la tubeteika, a la que llaman duppi. La tubeteika tradicional es un gorro de terciopelo negro con bordados blancos o plateados. Para los festivales, se usa un traje popular que consiste en una túnica llamada khalat. El khalat se usa a menudo con un abrigo llamado chapan. Los tayikos usan la gorra de alfombra y la tubeteika. En Canadá, Neil Peart, el baterista de Rush, lleva una tubeteika. Además, los seguidores de la orden sufí Naqshbandi Haqqani visten uzbekos kufis ya que Bahauddin Naqshband era de Uzbekistán y se considera una alternativa más amigable al austero blanco y negro sólido de algunos musulmanes.

#### Balcanes
En los Balcanes, los bosnios usan el gorro de oración de algodón, la boina negra y el sombrero fez. Durante Eid ul Fitr, el gorro de oración se usa con un traje. Para las ceremonias de boda se usa un esmoquin.

#### África
En África se usa el sombrero fez, el tarboush o chechia. En Marruecos, los hombres visten la chilaba con sus sombreros fez. La túnica de manga corta es la gandora. En Arabia, se usa la galabeya.
En África Oriental, la kofia se usa comúnmente en las comunidades musulmanas en las áreas costeras de Kenia, Tanzania y Uganda. Algunas poblaciones de habla suajili que son musulmanas usan la kofia con una túnica blanca llamada kanzu en el idioma suajili. En los Estados Unidos, el kanzu se vende como thobe omaní, thobe emiratí o dishdasha yemení . Un kanzu blanco y una chaqueta o blazer de traje es la vestimenta formal de los pueblos suajili.
En África occidental, existe el sombrero kufi, o turbante alasho / tagelmust, que se usa con el gran boubou para todas las funciones oficiales, bodas y celebraciones islámicas. Otra túnica de África occidental se llama kaftan senegalés, que es similar a un thobe árabe, pero con un corte a la medida diferente, y el kufi o fez se usa a menudo con él. Al igual que en Marruecos, el Gandora y chilaba también es usado por los hombres de África Occidental, especialmente en el ámbito doméstico o para la oración en el hogar.
El atuendo tradicional de la mujer es el chal, con hiyab (usado como turbante o turbante con pañuelo adicional que cubre los lados de la cabeza.